# Napínáček (zbraň)

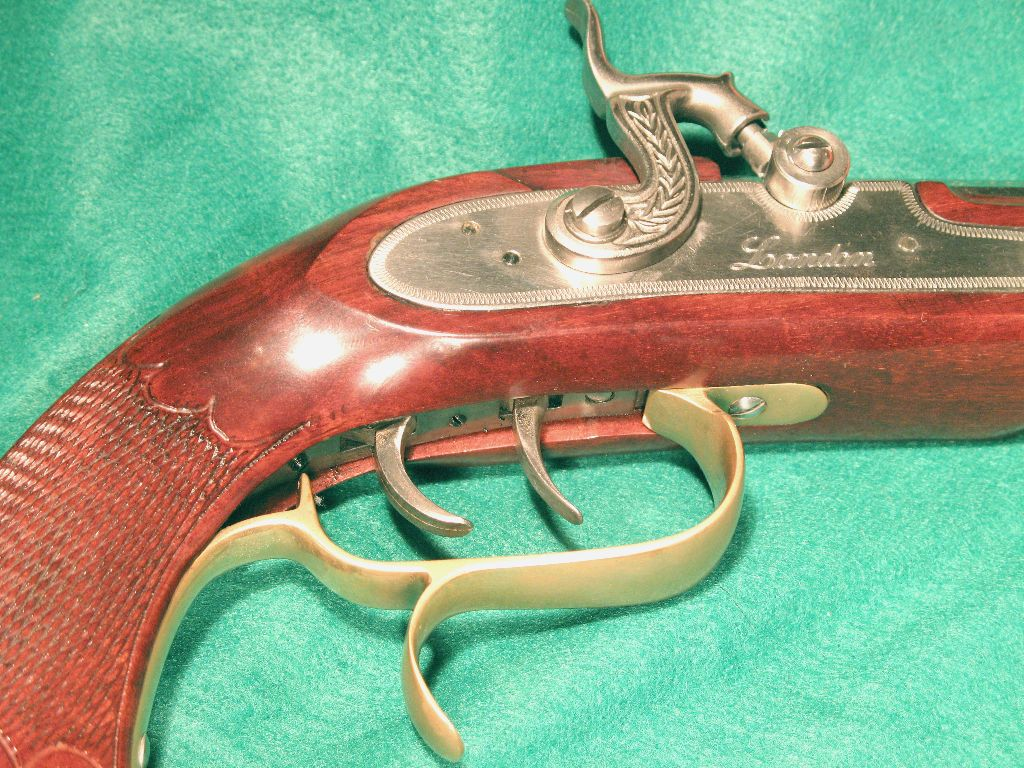
Historická pistole s nabíjením zepředu. Pistole je vybavená spouští s německým napínáčkem.

Napínáček je zařízení které snižuje odpor spouště palné zbraně při střelbě. Nejčastěji bývá používán na loveckých kulovnicích.

## Použití
Napínáček je mechanismus, který může doplňovat spoušť zbraně. Standardně spoušť zbraně klade při stisku odpor. Tento odpor je důsledkem mechanické konstrukce. Zároveň je určitý odpor spouště žádoucí. Existence odporu spouště pomáhá předcházet nechtěnému výstřelu při manipulaci s nabitou zbraní.
Pomocí napínáčku může střelec těsně před výstřelem významně snížit odpor spouště. Tím, že střelec nejdříve použije napínáček, může potom iniciovat výstřel už jen lehkým dotykem na spoušť. Významně tak sníží riziko že střelec strhne zbraň v důsledku vyvinutí síly na překonání odporu spouště.
I na zbraních vybavených napínáčkem může střelec střílet bez použití napínáčku.

## Princip funkce
Principem napínáčku a tedy i jeho základní součástí je páka. Tato páka je poháněna svou pružinou. Použití napínáčku způsobí stisk, respektive napnutí této pružiny. Při výstřelu pak zapůsobí páka napínáčku na páku spouště.

## Konstrukce
Existuje více různých konstrukcí napínáčků. Zde jsou popsány dvě nejběžnější.

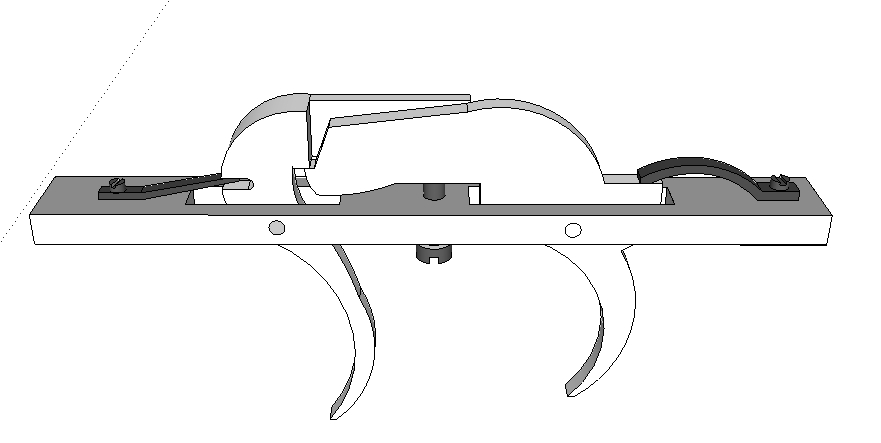
Německý napínáček.

### Německý napínáček
Z vnějšího pohledu vypadá zbraň s německým napínáčkem jako by zbraň měla dvě spouště za sebou. Zadní jazýček ovládá napínáček. Přední jazýček je vlastní spoušť zbraně.
Nachází se nejčastěji na brokovnicích u hlavní spouště.

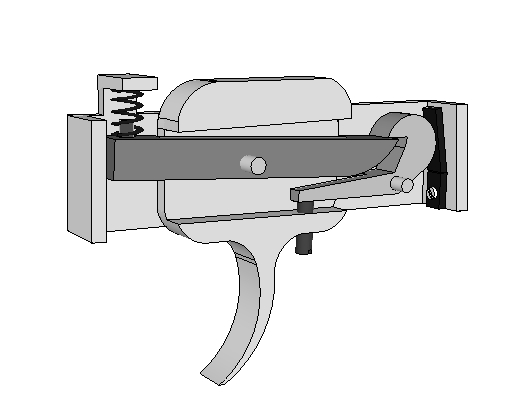
Francouzský napínáček

### Francouzský napínáček
Spoušť s francouzským napínáčkem se z vnějšího pohledu neliší od běžné spouště. Z vnějšku zbraně je vidět jen jeden jazýček. Aktivace napínáčku, tedy natažení jeho pružiny se provádí posunem jazýčku spouště dopředu.